# Lucha libre

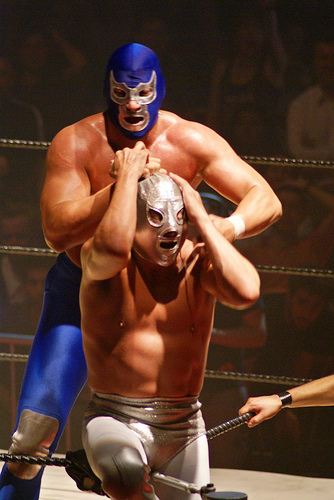
Blue Demon Jr. affronta El Hijo Del Santo

La lucha libre (in italiano "lotta libera") è uno stile di wrestling nato in Messico negli anni trenta e molto diffuso in territorio messicano. La caratteristica principale della lucha libre è lo stile di lotta utilizzato, molto più veloce del wrestling tradizionale: si preferisce di gran lunga l'uso di manovre aeree a scapito della forza fisica, sacrificando spesso il realismo dei match. Un praticante della lucha libre viene chiamato luchador al maschile e luchadora al femminile.
Il 21 luglio 2018, la lucha libre messicana è stata dichiarata patrimonio culturale immateriale di Città del Messico.

## Regole
Generalmente le regole della lucha libre sono molto simili a quelle del wrestling statunitense. Esistono tuttavia alcune differenze:
- È solitamente vietato eseguire un piledriver (detto martinete) sull'avversario, pena la squalifica immediata. Vi è una federazione, la Xtreme Latin American Wrestling, nella quale tale regola non viene applicata.
- Sono solitamente presenti due arbitri.
- Il tap out non esiste e la propria resa viene comunicata verbalmente a un arbitro.
- Nel corso di un tag team match, nel caso in cui l'uomo legale di uno dei due tag team sia fuori dal ring, non è necessario dare il tag per prenderne il posto. Basta semplicemente uscire dal ring per fare intervenire il compagno.

Inoltre nella lucha libre sono molto diffusi i match che vedono tre wrestler affrontarne altri tre, chiamati trios match (six-man tag team match). All'interno dei due team che si affrontano vengono nominati due capitani, uno per parte. Per aggiudicarsi la contesa è necessario schienare/sottomettere o far contare fuori il capitano del team avversario o almeno due membri del team.
Molto comuni sono anche i two out of three falls match, conosciuti come dos de tres caídas o luchas campales, in cui non c'è alcun limite di tempo. Le regole, che si possono applicare sia negli incontri singol, sia in quelli tercias (tre contro tre) o in quelli, molto più rari, atómicos (quattro contro quattro), sono decise dalle Comisión de Box y Lucha che hanno sede nelle capitali dei vari stati messicani. Le federazioni però sono anche libere di non applicarle, preferendo quindi quelle più tradizionali (come ad esempio la Asistencia Asesoría y Administración (AAA), la quale, oltre che per la sua "concezione" americana della disciplina, negli incontri adotta le regole tradizionali del wrestling, meglio conosciute in Messico come sencillos, e previste comunque dal regolamento delle Comisión). In questo tipo d'incontri, che tra le tre federazioni più importanti, tra cui l'AAA, il Consejo Mundial de Lucha Libre (CMLL) e l'International Wrestling Revolution Group (IWRG), li si possono trovare principalmente nella CMLL e nella IWRG, sono al meglio dei tre schienamenti. Nel caso dei match singoli, che nel CMLL e nell'IWRG avvengono principalmente in occasione dei match titolati o nelle luchas de apuesta, si svolge come un normale match sotto le regole del best out of three falls, e spesso i due luchador vengono accompagnati dai second, ossia dei luchador che stanno a bordo ring, di solito con un asciugamano per gettarlo sul ring nel caso il loro assistito non possa più continuare il match, i quali, tra una caída e l'altra, fanno da allenatori dei rispettivi luchador che hanno nell'incontro.
Nel caso degli incontri in cui ci sono due team formati da tre o quattro uomini, ogni team ha un capitano, il quale, se schienato o sottomesso, il team avversario si prende la caída (ovvero il fall), che può avvenire per schienamento, sottomissione o squalifica. Se invece si schiena un membro che non ha lo status di capitano, il team è costretto a schienare tutti i membri della squadra avversaria affinché si possa aggiudicare la caida e quindi prendersi un punto.

### Lottatrici professioniste
Anche le lottatrici o luchadoras competono nella lucha libre messicana. Il CMLL World Women's Championship è il titolo più importante per la divisione femminile della CMLL, mentre l'AAA Reina de Reinas Championship è un campionato difeso in un torneo annuale dalle lottatrici in AAA. La AAA riconosce anche un World Mixed Tag Team Championship, conteso da tag team composti rispettivamente da un luchador e da un luchadora. Nel 2000 è stata fondata la società di promozione tutta al femminile Lucha Libre Femenil (LLF).

## Tradizioni
Nella lucha libre è molto diffuso l'utilizzo delle máscaras (maschere), utilizzate dalla maggior parte dei wrestler messicani. Sono state utilizzate fin dagli inizi della lucha libre nella prima parte del XX secolo e hanno un significato storico per il Messico in generale, risalendo ai tempi degli Aztechi. Questa aiuta a definire la gimmick dell'atleta e viene spesso messa in palio in match máscara contra máscara: lo sconfitto in match di questo tipo deve consegnare la sua maschera al vincitore e se vorrà rimascherarsi dovrà utilizzare una gimmick completamente diversa. Questi match possono coinvolgere anche due lottatori contro due oppure tre lottatori contro tre; in questi casi l'intera squadra perdente è costretta a smascherarsi. Perdere la propria maschera in uno di questi match viene considerato un grande disonore e solitamente gli organizzatori dello show offrono un premio in denaro ai wrestler per convincerli a perdere una contesa di questo tipo. I wrestler che non utilizzano una maschera possono comunque partecipare a questo tipo di match, mettendo in palio i propri capelli. In questo caso si parla di máscara contra cabellera. Nel caso entrambi i wrestler coinvolti non abbiano una maschera si avrà un match cabellera contra cabellera. Queste tipologie di match, alla cui base c'è una sorta di ulteriore umiliazione in caso di sconfitta, sono dette Lucha de Apuestas.

## Principali federazioni di lucha libre

### Messico
- Asistencia Asesoría y Administración (AAA)
- Consejo Mundial de Lucha Libre (CMLL)
- ENESMA
- International Wrestling Revolution Group (IWRG)
- World Wrestling Association (Promociones Mora)
- Xtreme Latin American Wrestling
- Comision de Box y Lucha Libre de Mexico D. F.

### Giappone
- Michinoku Pro Wrestling
- Osaka Pro Wrestling
- Pro Wrestling KAGEKI
- Toryumon/Dragon Gate

### Stati Uniti
- CHIKARA Pro
- Incredibly strange wrestling
- Lucha Va Voom
- Mexican Wrestling Association (MWA)